# De Laatste Show (Tien)
De Laatste Show was een eenmalig en laatste televisieprogramma op de televisiezender Tien. Het programma werd gepresenteerd door Daphne Bunskoek en Albert Verlinde.
In dit televisieprogramma werd er samen met zes verschillende presentatoren van Tien terug gekeken naar een zender die twee jaar had bestaan, met de hoogte- en dieptepunten. De presentatoren waren: Linda de Mol, Gordon, Beau van Erven Dorens, Bridget Maasland, Humberto Tan en Jack Spijkerman. Het programma werd rechtstreeks uitgezonden vanuit de tuin van De Gouden Kooi.